# 血天井
血天井（ちてんじょう）は、主に日本の戦国時代の武将が戦いで絶命した際の血痕が付いた建物の床板・縁板を、供養などのため天井に張り替えたと言われるもの。

## 各地の血天井（由来別）

### 伏見城
伏見城の戦いでは徳川家康の家臣鳥居元忠らが伏見城で守っていたが、石田方に攻められて建物の大半を焼失し、落城した。鳥居元忠や家臣らが自刃した建物の血痕の残る床板が、供養のために京都などの寺の天井に貼られたといわれる。

#### 伏見城遺構と伝わる寺
- 養源院（京都市）
- 宝泉院（京都市）
- 正伝寺（京都市）
- 源光庵（京都市）
- 興聖寺
- 天球院（京都市）（妙心寺の塔頭）[2]
- 神應寺
- 栄春寺[3]

### 岐阜城
岐阜城と崇福寺
関ヶ原の戦いの前哨戦で西軍に加勢した織田秀信は岐阜城に立てこもるが、落城時に最後まで生き残った家臣38人は切腹した。家臣を弔うため、切腹した場所の床板を崇福寺の天井に貼られたといわれる。

### 池田城
大廣寺（大阪府池田市）
永正4年（1507年）、細川政元の3人の養子、細川高国と細川澄之、細川澄元の室町幕府管領家の家督相続争い（永正の錯乱）で、細川澄元に味方した池田城6代城主の池田貞正が細川高国に攻められ、落城した。池田貞正が切腹した時の板が、池田氏の菩提寺である大広寺の玄関の天井に張られたといわれる。

### 丈六寺
丈六寺（徳島市）
天正9年（1581年）、長宗我部元親の策略によって新開実綱は配下の者とともに丈六寺で暗殺された。
丈六寺の床に染み付いた彼と従者の血はいくら拭いても落ちないため、床板を外して境内にある徳雲院の天井板にしたといわれる。

### 常光寺
常光寺
大坂の陣の八尾・若江合戦で徳川方の武将、藤堂高虎は本堂の北にある住職の居間（方丈）の縁側に敵方の首を並べて「首実検」をした。その縁側の縁板にはおびただしい血痕がついたため、方丈の西廊下の天井として貼り替えられたといわれる。

## 血天井の根拠について
上記の血天井について史料・考古学的に裏付けられたものは存在しない。ただし、正伝寺については古畑種基が人間の血液であることを鑑定しているが、古畑が関わった血液鑑定には数多くの疑惑・誤りが指摘されており、同鑑定についても全面的に信頼するのは危険である。
ちなみに、通常床板には1寸（約30mm）以上の厚みの材を使用するため、これをそのまま天井に再利用するのは難しく、薄く削り直す必要があるが、このような再加工は江戸時代までの加工技術では非常に難易度の高い作業である。なお、木材を素手で触れた場合、脂分の酸化により血天井に類似した模様が浮かび上がることがあり、このような現象を防ぐには手袋の着用や丁寧な拭き取りが必要である。この現象は表面状態の変質によるものなので、現象発生後は拭き取りにより除去することはできず、研磨や切削が必要である。